# Brach
Brach ist eine französische Gemeinde im Département Gironde in der Region Nouvelle-Aquitaine mit 881 Einwohnern (Stand: 1. Januar 2022). Sie gehört zum Arrondissement Lesparre-Médoc und zum Kanton Le Sud-Médoc (bis 2015: Kanton Castelnau-de-Médoc). Die Einwohner werden Brachois genannt.

## Geografie
Brach liegt etwa 25 Kilometer nordwestlich von Bordeaux in der Landschaft Médoc. Das Gemeindegebiet gehört zum Regionalen Naturpark Médoc. Umgeben wird Brach von den Nachbargemeinden Carcans im Norden, Listrac-Médoc im Osten, Sainte-Hélène im Süden sowie Lacanau im Westen und Südwesten.

## Bevölkerung
| Jahr      | 1962 | 1968 | 1975 | 1982 | 1990 | 1999 | 2006 | 2011 |
| --------- | ---- | ---- | ---- | ---- | ---- | ---- | ---- | ---- |
| Einwohner | 155  | 187  | 162  | 161  | 188  | 235  | 326  | 582  |

## Sehenswürdigkeiten
- Kirche Saint-Sébastien (siehe auch: Liste der Monuments historiques in Brach)

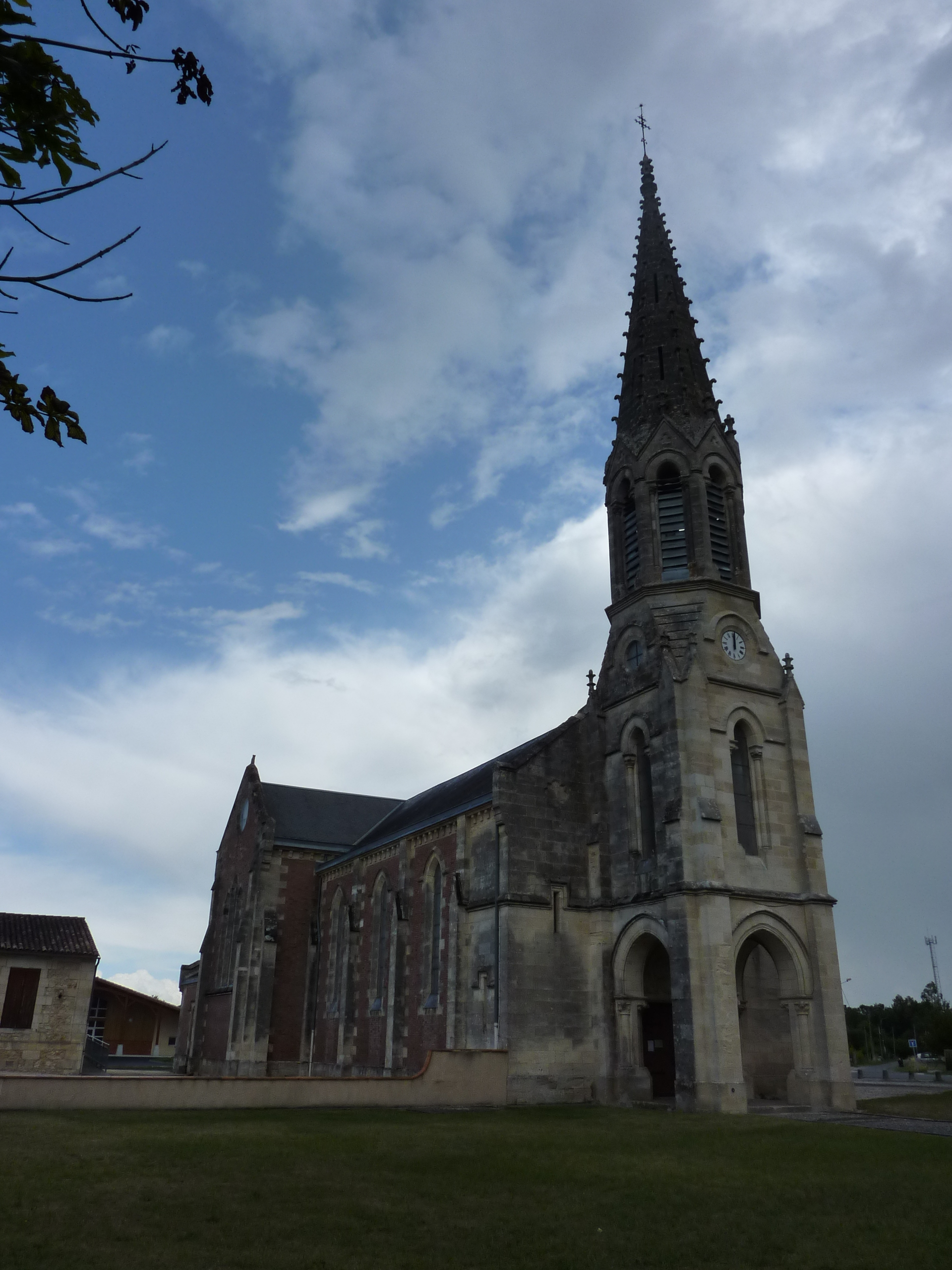
Kirche Saint-Sébastien

## Weinbau
Brach liegt im Weinbaugebiet Médoc.